# Stanislav Osadchiy
Stanislav Viliorovich Osadchiy (em russo:  Станислав Вилиорович Осадчий) é um diplomata russo. Foi embaixador no Chipre e na Áustria.

## Biografia
Osadchiy graduou-se no Instituto Estatal de Relações Internacionais de Moscovo em 1973, e esteve em vários postos diplomáticos dos Ministério dos Negócios Estrangeiros.
De 1997 a 1999, Osadchiy foi cônsul-geral da Rússia em Hamburgo, Alemanha, e de 1999 a 2000 em Istambul.
Em 6 de agosto de 2004, foi nomeado embaixador na Áustria e apresentou credenciais em 14 de setembro de 2004.
Osadchiy fala russo, inglês, francês, grego, alemão e turco.